# CV-37
La CV-37 o Eje del Turia (en valenciano Eix del Túria) es una carretera autonómica valenciana que une las poblaciones de Manises y Villamarchante. Inicia su recorrido en el enlace con la V-11, que es la autovía de acceso al Aeropuerto de Valencia desde la A-3, y finaliza en la población de Villamarchante enlazando con la CV-50, futura Autovía Liria-Tabernes de Valldigna. Pertenece a la Red de carreteras de la Generalidad Valenciana.

## Nomenclatura

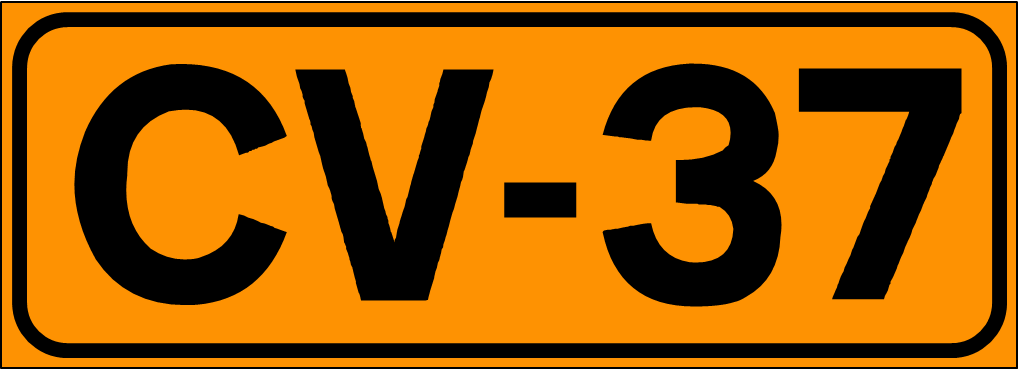
Indicador

La CV-37 es una carretera autonómica que pertenece a la Red de carreteras de la Comunidad Valenciana une las poblaciones de Manises y Villamarchante.

## Historia
Anteriormente la CV-37 se denominaba VP-6116 y comprendía el trazado entre Manises y Pedralba, posteriormente pasó a llamarse CV-370 mientras dependía de la Diputación Provincial de Valencia, y finalmente pasó a ser competencia de la Generalidad Valenciana con la actual nomenclatura de CV-37.

## Trazado Actual
La CV-37 o Eje del Turia inicia su recorrido en el enlace con la Autovía V-11 de acceso al Aeropuerto de Valencia junto a la población de Manises, atraviesa el polígono industrial de la Cova perteneciente a esta población, a continuación enlaza con la Autovía del Mediterráneo. Pasa por las urbanizaciones de La Presa, La Mallá, Valencia la Vella y Masía de Traver hasta llegar a la localidad de Ribarroja del Turia, donde la CV-37 cirunvala esta población enlazando con otras carreteras de la Diputación Provincial como la CV-374 que se dirige a Loriguilla y la A-3. A continuación pasa entre Les Rodanes y la urbanización Mas del Moro, y el parque natural del Turia. Finalmente llega a la población de Villamarchante donde enlaza con la CV-50.
- Datos: Q5737619